# Pseudotocepheus parallelus
Pseudotocepheus parallelus är en kvalsterart som beskrevs av J. och P. Balogh 1983. Pseudotocepheus parallelus ingår i släktet Pseudotocepheus och familjen Tetracondylidae. Inga underarter finns listade i Catalogue of Life.